# Alto Avellaneda
Alto Avellaneda es un centro comercial ubicado en la ciudad de Avellaneda, en el sur del Gran Buenos Aires, inaugurado en 1995. Actualmente es el principal centro comercial de la zona sur del Conurbano.

## Historia
El Alto Avellaneda Shopping Mall, como era conocido originalmente, abrió sus puertas el 11 de noviembre de 1995. 
En 2006, fue la sede de Bolos en los Juegos Suramericanos de 2006.
Para el año 2007, se rediseñó el logo corporativo original y en 2008, el Alto Avellaneda fue completamente remodelado y ampliado por los arquitectos Pfeifer-Zurdo.

### Incendios
El día domingo, 5 de marzo de 2006, en el local de calzados The Mall Premium Store, comenzó un principio de incendio el cual destruyó parte del centro comercial; en esta ocasión hubo más de 2.000 personas evacuadas. El siniestro tuvo lugar en el último día de vacaciones escolares, por esta razón había muchas personas realizando compras con sus hijos para el primer día de clases. Asimismo se temió que se repitiera una tragedia similar a la ocurrida en Paraguay en el incendio del supermercado Ycuá Bolaños. El fuego fue combatido por bomberos de Villa Echenagucía, Lanús, Sarandí y Villa Domínico, dos horas después de iniciado con solamente perdidas materiales.
Días después, el sábado 25 de marzo del mismo año, otro incendio tuvo lugar en el establecimiento, esta vez fue en el depósito de la cadena de electrodomésticos Frávega. El siniestro fue combatido por los bomberos de Villa Echenagucía y Avellaneda Centro, con pérdidas materiales y 8.000 evacuados de las instalaciones.

## Instalaciones

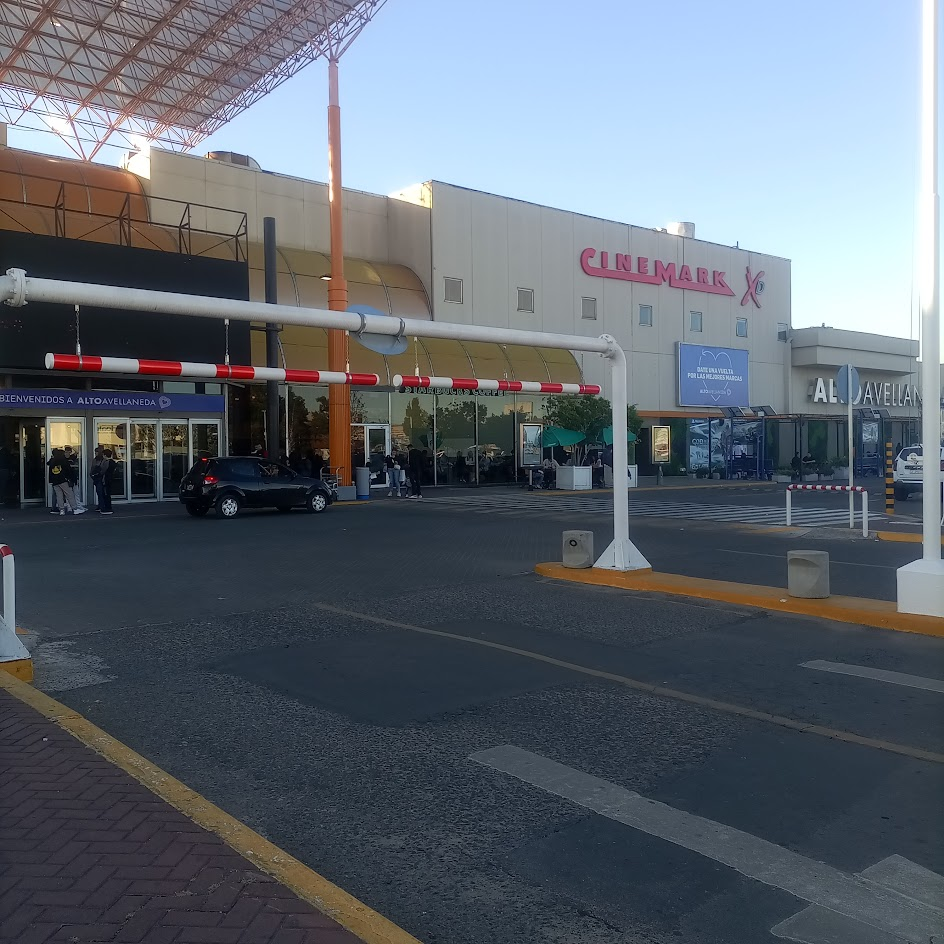

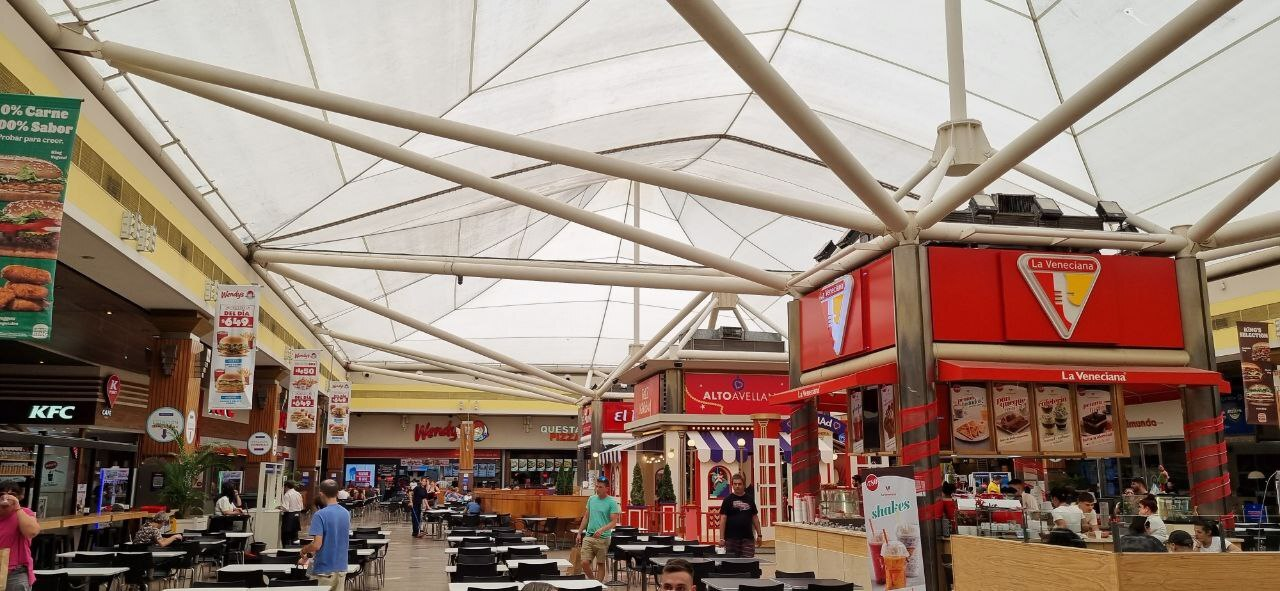
Patio de comidas del Alto Avellaneda

El conjunto incluye un hipermercado Chango Mas, el cual antiguamente fue un Walmart, una sucursal de Easy, que antiguamente fue un Sam's Club, sucursales de Norauto y Coppel, y un complejo de Cinemark con 8 salas, una de ellas 4D, que antiguamente era un bingo y un patio de juegos Neverland (que antiguamente era una sucursal Falabella hasta que cerró sus operaciones en el país). Cuenta también con un patio de comidas con 21 locales y un estacionamiento libre de 2.400 espacios. El centro comercial contó con un Atlas Cine, que cerró cuando Cinemark abrió sus puertas. Hasta agosto de 2023 contó con un patio de juegos Sacoa, este sector cerró cuando Neverland abrió sus puertas.